# Бенн, Стивен, 3-й виконт Стэнсгейт
Стивен Майкл Уэдгвуд Бенн, 3-й виконт Стэнсгейт (англ. Stephen Michael Wedgwood Benn, 3rd Viscount Stansgate; родился 21 августа 1951 года) — британский наследственный пэр и член Палаты лордов от лейбористов.

## Ранняя жизнь
Родился 21 августа 1951 года. Старший сын Тони Бенна, 2-го виконта Стэнсгейта (1925—2014), и Кэролайн Миддлтон Бенн (урождённая Де Камп) (1926—2000). Его отец, Тони Бенн, и его младший брат, Хиллари Бенн, оба были высокопоставленными лейбористскими политиками. Его матерью была Кэролайн Бенн, педагог и писатель, а сестрой — Мелисса Бенн, писательница-феминистка.

## Образование
Окончил Кильский университет. Он был избранным членом Лондонского управления образования с 1986 по 1990 год.

## Карьера
В 2011 году Стивен Бенн был назначен директором по парламентским делам Общества биологии после того, как провел два десятилетия в аналогичной роли в Королевском химическом обществе. Он также является вице-президентом парламентского и научного комитета.
Стивен Бенн унаследовал титул виконта Стэнсгейта после смерти своего отца в марте 2014 года. Его активное принятие титула было зафиксировано 10 ноября 2014 года примечанием в протоколе заседания Палаты лордов, в котором говорилось:
«Лорд-канцлер сообщил, что Стивен Майкл Веджвуд Бенн установил свои претензии на виконта Стэнсгейта в пэрстве Соединенного Королевства. Соответственно, клерку парламентов было поручено внести виконта Стэнсгейта в реестр наследственных пэров, который велся в соответствии с регламентом 10(5)».
Он баллотировался на выборах в качестве наследственного пэра от лейбористов в Палату лордов и был избран без сопротивления 10 июля 2021 года, заменив лорда Ри, который умер в 2020 году. Он принял присягу 6 сентября того же года. Свою первую речь он произнес в четверг, 14 октября 2021 года, на дебатах региональных государственных дебатов, за которыми наблюдал его брат Хилари Бенн.

## Личная жизнь
В 1988 году Стивен Бенн женился на Ашике Ните Боуз, дочери Стюарта Эшли Боуза, от брака с которой у него были дочь и сын:
- Достопочтенная Эмили София Уэдгвуд Бенн (род. 4 октября 1989)
- Достопочтенный Дэниел Джон Уэдгвуд Бенн (род. 10 декабря 1991).

Эмили, инвестиционный банкир по профессии, занималась политической карьерой и заседала в Лондонском городском совете Кройдона в качестве члена лейбористской партии, пока не ушла в отставку в 2016 году после переезда в Нью-Йорк.